# 下川大助
下川 大助（しもかわ だいすけ、1977年 - ）は、日本のクリエイティブ・ディレクター、アートディレクター、ブランディングデザイナー。ハイライツ株式会社の代表取締役を務める。企業ブランディングや自治体のブランド戦略を多数手がけ、国内外のデザイン賞を受賞。2020年より北九州市のクリエイティブ・ディレクターに就任し、都市ブランドの構築・発信を担当。東京造形大学で非常勤講師を務める ほか、講演や執筆活動も行っている。

## 経歴

### 生い立ちと教育
福岡県太宰府市出身。福岡県立筑紫丘高等学校を卒業後、大学進学を機に上京。東京工芸大学芸術学部でデザインを学び、卒業後はデザイン制作会社に就職。2006年に独立し、フリーランスとして活動を開始。

### ハイライツ設立とブランディング活動
2010年、デザイン・ブランディングを専門とする ハイライツ株式会社 を設立。企業や自治体のブランディング、ロゴデザイン、ビジュアルアイデンティティ開発を手掛ける。代表的なプロジェクトには、以下がある。
- サイバーエージェントのリブランディング
- Abemaのブランディング
- 北九州市のブランディング（北九州市Action! ロゴ・コンセプト開発）[3][4][5]
- 九州朝日放送のブランド戦略
- 土曜ドラマ『17才の帝国』[6]劇中に登場する実験国家のブランディング
- Night Tempoのロゴ開発、ブランディング、プロモーション等

また、国内外のデザイン賞を多数受賞し、クリエイティブ業界で高い評価を得る。

### 北九州市クリエイティブ・ディレクターとしての活動
2020年8月、北九州市のクリエイティブ・ディレクター に就任。都市ブランディングの戦略策定を担い、2040年を見据えた都市のビジョンと言語化・ロゴデザインを手がける。「北九州市Action!」のロゴを制作し、都市のブランド発信を推進。

### 教育活動
東京造形大学の非常勤講師 を務め、グラフィックデザインやブランディングを教えている。東京工芸大学、西日本工業大学 などの美術大学に加え、西南女学院大学などの一般大学、日本デザイナー学院や横浜デザイン学院などのデザイン系専門学校でも特別講義を行い、次世代のクリエイター育成にも貢献している。

## 著書
ブランディングデザインに関する書籍を執筆しており、デザインの理論や実践を伝える著作を発表している。
- 『ブランディングデザイン ユニーク・広がる・機能するデザインの考え方』（2024年、エムディエヌコーポレーション）ISBN 978-4-295-20659-0

## 受賞歴
- グッドデザイン賞（Good Design Award）
- 日本BtoB広告賞 CSRレポートの部 / 金賞
- International ARC Awards 2016 Traditional Annual Report部門 / 金賞
- 新聞広告賞2017 広告主部門 / 優秀賞
- 第8回 日本マーケティング大賞 地域賞
- フード・アクション・ニッポン アワード2015 販売活動部門 / 優秀賞
- 2016 56th ACC CM FESTIVAL インタラクティブ部門 / ACCブロンズ

他、国内外のデザイン賞を多数受賞